# 连苯三酚
连苯三酚（英語：Pyrogallol），又稱鄰苯三酚、焦棓酚、焦棓酸或焦酚，是芳香族化合物之一，化学式 C
6H
3(OH)
3。它是很強的還原劑。它是一种白色，可溶于水的固体，尽管样本因为其对氧气的敏感性而变成棕色。 它是苯三酚的三个异构体之一。

## 制备、存在和反应
1786年，卡爾·威廉·舍勒首次合成连苯三酚。他通过加熱沒食子酸，诱导脱羧而成：
由于单宁价格昂贵，人们设计了许多替代路线。一种制备方法包括用氢氧化钾处理对氯苯酚二磺酸。它也可以由2,2,6,6-四氯环己酮的水解和间苯二酚被过氧化氢氧化而成。
水生植物聚藻可以产生连苯三酚。
在碱性溶液中，它从空气中吸收氧气，从无色变成棕色。因此，人们可以以这种方式计算空气中的氧气含量。

## 用处
连苯三酚的用处包括攝影底片的顯影劑、染髮、染色、在氣體分析和實驗中吸收氧氣、殺菌劑。

## 危险性
由于担心其毒性，邻苯三酚的使用（例如在染发剂配方中）正在下降。 它的LD50（大鼠口服）为 300 mg/kg。